# Megascops asio
L'assiolo americano orientale (Megascops asio (Linnaeus, 1758)) è un uccello appartenente alla famiglia degli Strigidi.

## Descrizione

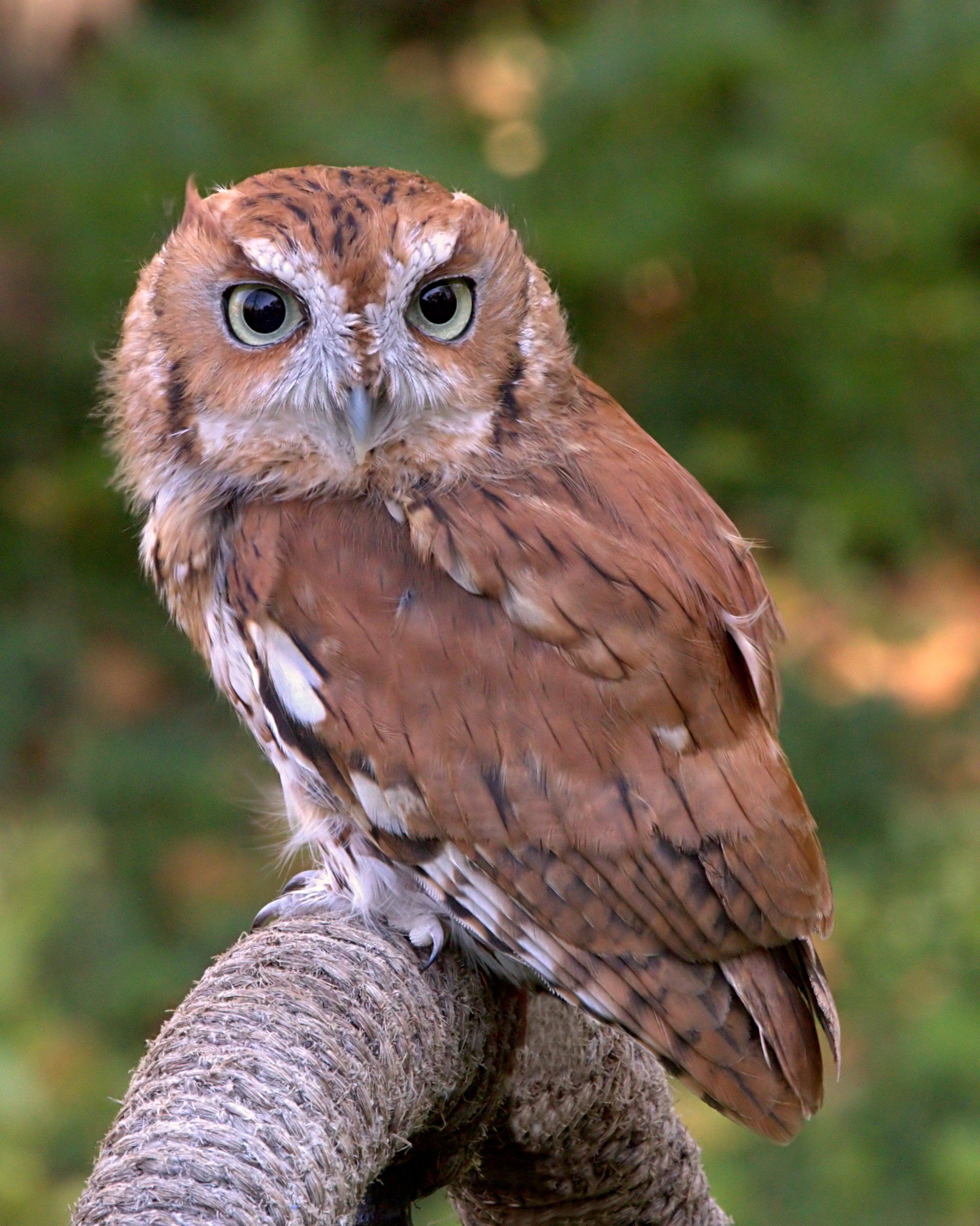
Esemplare con livrea rossa.

Megascops asio è un assiolo di grandi dimensioni, in quanto misura generalmente dai 16 ai 25 cm.

Esistono due tipi di livree: una grigia barrata di nero e bianco, una rossiccia. Come tutti gli assioli e i gufi propriamente detti presenta ciuffi auricolari e occhi gialli con la pupilla nera. Nonostante abbia gli occhi immobili riesce a vedere benissimo, avvantaggiato dalla sua capacità di ruotare la testa a 270°. Oltre ad un'ottima vista, presenta un udito molto acuto, ciò lo aiuta a rintracciare le sue prede di notte.

## Biologia
Si nutre principalmente di insetti come grossi coleotteri, scarabei, falene o insetti saltanti, tra cui specie come Locusta migratoria o Tettigonia viridissima.
È preda abituale di altri rapaci notturni come Bubo scandiacus, Strix varia, Bubo virginianus, Asio otus, Asio flammeus, Strix nebulosa.
Nidifica generalmente nei nidi abbandonati di altri uccelli, tra cui i picchi.

## Distribuzione ed habitat
È presente nei boschi di tutta l'America settentrionale (Canada, Stati Uniti e Messico).